# Akvitánská pánev
Akvitánská pánev (francouzsky  Bassin aquitain) je rozsáhlá sedimentární pánev v jihozápadní části Francie. Zaujímá plochu okolo 80 000 km2. Ze západu je ohraničena Biskajským zálivem, ze severu Armorickým masivem a Pařížskou pánví, z východu Centrálním masivem a z jihu Pyrenejským pohořím. Většina oblasti je součástí povodí řeky Garonne. Akvitánská pánev se rozkládá především na území francouzských regionů Nová Akvitánie a Okcitánie.

## Geologie
Akvitánskou pánev tvoří druhohorní, třetihorní a částečně i čtvrtohorní sedimenty. Převládají třetihorní sedimenty, hlavně v povodí Garonny, zpevněné slínovce a vápence a nezpevněné písky a jíly. Severní část a severovýchodní okraj pánve tvoří jurské a křídové sedimenty, především vápence. V jižní části pánve, na úpatí Pyrenejí, se nachází pliocéní pískovce a štěrky. Čtvrtohorní sedimenty tvoří především písky v západní části pánve v Landes. Rozkládají se mezi dolními toky řek Garonne, Adour a atlantským pobřežím.